# Araneus quietus
Araneus quietus är en spindelart som först beskrevs av Eugen von Keyserling 1887.  Araneus quietus ingår i släktet Araneus och familjen hjulspindlar. Inga underarter finns listade i Catalogue of Life.